# Licaria phymatosa
Licaria phymatosa là loài thực vật có hoa trong họ Nguyệt quế. Loài này được Lorea-Hern. mô tả khoa học đầu tiên năm 2005.